# موعد مع الوحوش (مسلسل)
موعد مع الوحوش، مسلسل تلفزيوني درامي مصري، عرض في رمضان 1431هـ/2010م، ومن إخراج أحمد عبدالحميد وتأليف أيمن عبدالرحمن وبطولة خالد صالح وعزت العلايلي.

## قصة المسلسل
تدور أحداث المسلسل حول شخصية «طلعت» الشاب الصعيدي الذي نزح للإسكندرية ليعمل بالتجارة، ولكنه يصطدم بإمبراطورية الفساد المتحالفة مع أكبر تجار السلاح والمخدرات في الصعيد، وعلاقاتهم المتشابكة مع رجال الأعمال.

## الممثلون
- خالد صالح
- عزت العلايلي
- سهير المرشدي
- أحمد عزمي
- عفاف شعيب
- أحمد خليل
- مفيد عاشور
- حجاج عبد العظيم
- سناء شافع
- مصطفى درويش
- محمود ريحان
- حسام شعبان
- مايا
- نور قدري
- فهد سعيد
- مجدي القصبجي
- ريم هلال
- طارق عبد العزيز
- فرح يوسف
- سليمان عيد
- نيفين محمد